# Mirochernes dentatus
Mirochernes dentatus är en spindeldjursart som först beskrevs av Banks 1895.  Mirochernes dentatus ingår i släktet Mirochernes och familjen blindklokrypare. Inga underarter finns listade i Catalogue of Life.